# Хавијер Агире
Хавијер Агире (1. децембар 1958) бивши је мексички фудбалер, тренутно селектор Мексика.

## Репрезентација
За репрезентацију Мексика дебитовао је 1983. године, био у саставу тима током Светског првенства 1986. године, а укупно одиграо 57 утакмица и постигао 12 голова.

## Статистика
| Мексико | Мексико | Мексико |
| Год.    | Ута.    | Гол.    |
| ------- | ------- | ------- |
| 1983    | 5       | 2       |
| 1984    | 15      | 4       |
| 1985    | 19      | 2       |
| 1986    | 10      | 3       |
| 1987    | 0       | 0       |
| 1988    | 1       | 0       |
| 1989    | 0       | 0       |
| 1990    | 2       | 0       |
| 1991    | 3       | 0       |
| 1992    | 2       | 1       |
| Укупно  | 57      | 12      |